# Тадеуш Рутковський
Тадеуш Рутковський (пол. Tadeusz Rutkowski, 25 квітня 1951) — польський важкоатлет.
Бронзовий призер Олімпійських Ігор 1976 (важка вага), 1980 (суперважка вага) років.